# Michael Clarke Duncan
Michael Clarke Duncan (Chicago, Illinois, 1957. december 10. – Los Angeles, Kalifornia, 2012. szeptember 3.) amerikai színész. 
Legismertebb szerepe John Coffey a Halálsoron című filmben, melyért 2000-ben Oscar- és Golden Globe-díjakra jelölték.

## Korai évek
Michael Clarke Duncan Chicagóban született. Miután apja elhagyta a családot, testvérével, Judyval és anyjukkal, Jean Duncannel nőtt fel. Mindig színészettel akart foglalkozni, de abba kellett hagynia az Alcorn State egyetem kommunikáció szakát, hogy családját eltartsa, amikor édesanyja beteg lett. Duncan hatalmas termete (196 cm, 142 kg) segítette, hogy fizikai munkásként vagy chicagói klubok kidobóembereként mindig talált állást. 2008. szeptember 24-én feltűnt Craig Ferguson éjszakai show-műsorában.
1979-ben részt vett a „Disco Demolition Night” nevű eseményen a Chicago White Sox otthonában, a Comiskey Parkban, az első száz ember között rohant a baseball pályára és a harmadik pontra sikerült becsúsznia. A kialakult kavarodásban ezüst övcsatját ellopták, miközben ő éppen egy baseball ütőt igyekezett ellopni a Sox házából.

## Karrier
Duncan Los Angelesben is biztonsági őr állásokat vállalt, miközben próbált reklámszerepekhez jutni. Ezalatt olyan hírességeknek dolgozott, mint Will Smith, Martin Lawrence, Jamie Foxx, LL Cool J vagy Notorious B.I.G.. Egy barátja helyettesítette Duncant aznap éjjel, amikor Notorious B.I.G.-et megölték. Emiatt hagyott fel végül a hasonló munkákkal.
1998-ban Duncan bekerült az Armageddon című filmbe Bruce Willisszel a főszerepben. Willisnek köszönhette, hogy segített neki feltörni a Frank Darabont által rendezett Halálsoron című filmben alakított szerepével. Ezért az alakításért Oscar-díjra és Golden Globe-díjra is jelölték Legjobb mellékszereplő kategóriában.
Duncant ezután sorba hívták olyan filmekhez, mint a Bérgyilkos a szomszédom, A majmok bolygója, a A Skorpiókirály, A sziget, a Daredevil – A fenegyerek. Az utóbbiban Duncan a hatalmas termetű bandavezér, Wilson Fisk (Kingpin) szerepét alakította. A színész 2002 januárjában írta alá a szerepet, akkor kb. 132 kg-ot nyomott (290 font). Megkérték, hogy szedjen fel még 20 kilót a szerep kedvéért, így naponta súlyt emelt és evett, amit csak akart. Ennek ellenére Duncant aggasztotta az a tény, hogy sötétbőrű, míg Kingpin a Fenegyerek képregényekben fehér. 2006 júliusában Duncan érdeklődést mutatott a szerep folytatására, de kitartott amellett, hogy nem akar újra hízni, mert nehéz volt visszafogynia 120 kg körüli súlyra. Végül karakterének azt a hátteret adták, hogy börtönében nagyon sokat edzett, hogy felvehesse versenyt a rendkívül gyors Fenegyerekkel, és így az első résznél kisebb súllyal játszhatta volna el a szerepet, azonban a filmet végül nem forgatták le.
Duncan több alkalommal kölcsönözte hangját filmekben (Kung Fu Panda), vagy videojátékokban is, mint a God of War II, melyben Atlas, a titán hangját formálta. A Spider-Man: The New Animated Series című Pókember rajzfilmsorozatban is ő volt Kingpin hangja.
2005-ben ismét Bruce Willisszel szerepelt együtt a Sin City – A bűn városa című filmben. Több televíziós műsorban is vendégszerepelt, mint például a CSI: New York-i helyszínelők ötödik évadjában.

## Betegsége és halála
2012. július 13-án szívinfarktussal került kórházba. A hírek szerint barátnője, Omarosa Manigault-Stallworth mentette meg életét azzal,  hogy a kórházba kerülése előtt sikerült újraélesztenie. Augusztus 6-án engedték ki az intenzív osztályról, de kórházban maradt továbbra is. 2012. szeptember 3-án reggel hunyt el Los Angelesben 54 éves korában.

## Filmjei
| Év   | Cím                                                | Szerep                      | Magyar hang         |
| ---- | -------------------------------------------------- | --------------------------- | ------------------- |
| 2011 | Zöld Lámpás                                        | Kilowog (hangja)            | Borbiczki Ferenc    |
| 2011 | A kereszt – Ha eljön a vég                         | Erlik                       | Vass Gábor          |
| 2010 | Kutyák és macskák: A rusnya macska bosszúja        | Sam (hangja)                | Barbinek Péter      |
| 2010 | Fekete-fehér blues                                 | Augy                        | Vass Gábor          |
| 2009 | Street Fighter – Chun-Li legendája                 | Balrog                      | Vass Gábor          |
| 2008 | Vad vakáció                                        | Otis                        | Vass Gábor          |
| 2008 | Kung Fu Panda                                      | Vachir parancsnok (hangja)  | Vass Gábor          |
| 2008 | Delgo                                              | Idősebb Marley (hangja)     |                     |
| 2008 | Amerikai rémálom                                   | Spinks                      | Vass Gábor          |
| 2006 | Zsákutca                                           | A tábornok                  | Bolla Róbert (1.)   |
| 2006 | Zsákutca                                           | A tábornok                  | Szinovál Gyula (2.) |
| 2006 | Taplógáz: Ricky Bobby legendája                    | Lucius Washington           | Faragó András       |
| 2006 | Nagypályás kiskutyák                               | Farkas (hangja)             | Papucsek Vilmos     |
| 2006 | Mackótestvér 2.                                    | Tug (hangja)                | Vass Gábor          |
| 2006 | Balek-suli                                         | Lesher                      | Vass Gábor          |
| 2005 | A sziget                                           | Jamal Starkweather          |                     |
| 2005 | Sin City – A bűn városa                            | Manute                      | Faragó András       |
| 2005 | Így készült: Sin City                              | Önmaga                      | Faragó András       |
| 2005 | Pata-csata                                         | Clydesdale (hangja)         | Kristóf Tibor       |
| 2004 | Őslények országa 11. – A pöttömszauruszok támadása | Big Daddy (hangja)          | Vass Gábor          |
| 2004 | Szent György és a sárkány                          | Tarik                       | ifj. Jászai László  |
| 2004 | D.E.B.S. – Kémcsajok                               | Mr. Phipps                  | Bognár Tamás        |
| 2003 | Az őserdő hőse 2.                                  | Gonoszlán (hangja)          | Kristóf Tibor       |
| 2003 | Mackótestvér                                       | Tug (hangja)                | Konrád Antal        |
| 2003 | Daredevil – A fenegyerek                           | Vezér (Wilson Fisk)         | Ujlaki Dénes        |
| 2002 | A Skorpiókirály                                    | Balthazar                   | Barbinek Péter      |
| 2001 | A majmok bolygója                                  | Attar                       | Vass Gábor          |
| 2001 | Kutyák és macskák                                  | Sam (hangja)                | Vass Gábor          |
| 2001 | Kutyafuttában                                      | Murdoch                     | Vass Gábor          |
| 2000 | Bérgyilkos a szomszédom                            | "Füge Frankie" Figueroa     | Vass Gábor          |
| 1999 | Halálsoron                                         | John Coffey                 | Hankó Attila        |
| 1999 | Bajnokok reggelije                                 | Eli                         | Vass Gábor          |
| 1998 | Játékosok klubja                                   | Testőr                      |                     |
| 1998 | Diszkópatkányok                                    | Kidobó a Roxbury-ben        | Szinovál Gyula      |
| 1998 | Armageddon                                         | Jayotis "Medve" Kurleenbear | Ujlaki Dénes        |
| 1998 | Bulworth – Nyomd a sódert!                         | Kidobó (cameoszerep)        |                     |
| 1995 | Végre péntek                                       | Kocka-játékos (cameoszerep) |                     |